# Actio iniuriarum
Die actio iniuriarum (auch aestimatoria) war eine Bußklage des römischen Rechts. Sie behandelte vorsätzliche Körper- und Ehrverletzungen (Real- und Verbaliniurien). Klageziel waren Schadensersatz und Buße. Die aus der Verletzung der Rechtsgüter (körperliche Unversehrtheit und Ehre) herrührenden Schadensersatzansprüche unterlagen dem Maßstab der Billigkeit (aequum et bonum). Im Gegensatz zu anderen Bußklagen war die actio iniuriarum bis zur Rechtsanhängigkeit unvererblich.
Im altbürgerlichen Zwölftafelrecht, das in der vorklassischen Zeit literarisch gefasst und mehrfach kommentiert und interpretiert worden war, war die Persönlichkeitsverletzung, vergleichbar mit der Sachbeschädigung, noch einzelfallbezogen geregelt (XII Tafeln: 8, 2–3). Anerkannt war in den Fällen von Ehrverletzung der Ersatz eines immateriellen Interesses, das sich aus dem vermögensschadensrechtlichen „damnum-Begriff“ (lat. für Schaden) herleitete. Leichte Körperverletzungen zogen festgeschriebene Geldbußen nach sich. Schwere Körperverletzungen konnten daneben talionsrechtlich geahndet werden („wie du mir, so ich dir“), sofern der Täter die vom Verletzten geforderte Bußleistung nicht erbrachte. Für fahrlässige Körperverletzungen gab es keinen Klageweg, da Roms Juristen dem Grundsatz liberum corpus non recipit aestimationem folgten, wonach der Körper eines Freien nicht gegen Geld aufgewogen werden konnte.
Die Prätoren hatten für ihr edictum de iniuriis aestimandis in klassischen Zeiten, unter Abänderung der Rechtsfolgen, wohl noch auf die altzivile Normierung gestützt. Max Kaser zieht Ulpian (ausweislich der Digesten) jedenfalls als Quelle für Vergleichsvereinbarungen heran.

## Altzivile Quellen
Als Strafmaß war höchstens die Zufügung desselben Unrechts (Talion) erlaubt, wenn der Verletzte sich bei Übermaßrache nicht selbst einer Körperverletzungsklage ausgesetzt sehen wollte.

“SI MEMBRUM RUPSIT, NI CUM EO PACIT, TALIO ESTO.”

„Wenn jemand einen Körperteil verletzt, so soll ihm dasselbe geschehen, wenn er sich nicht mit ihm einigt.“

“MANU FUSTIVE SI OS FREGIT LIBERO, CCC; SI SERVO; CL POENAM SUBITO.”

„Wenn jemand mit der Hand oder einem Knüppel einem Freien einen Knochen bricht, so soll er 300 As Buße zahlen, bei einem Sklaven 150.“